# Stazione di Valle dell'Aniene-Mandela-Sambuci
La stazione di Valle dell'Aniene-Mandela-Sambuci è una stazione ferroviaria della linea ferroviaria Roma-Pescara. Pur sita nel comune di Vicovaro, è stata costruita, in origine, per servire le località di Mandela, sita a poca distanza dalla stazione, e di Sambuci.

## Storia
Inaugurata nel 1888, in occasione dell'apertura dell'intera linea, funge da stazione di transito per i convogli della relazione Roma Termini-Pescara. Fino al 1933 svolgeva anche la funzione di capolinea della linea ferroviaria Mandela-Subiaco.
Precedentemente nota come Mandela-Sambuci, assunse la nuova denominazione di Valle dell'Aniene-Mandela-Sambuci il 10 giugno 2012.
Dall'ottobre 1938 fino al 1950 fu stazione terminale della tratta elettrificata in c.a. trifase 10000 V a frequenza industriale 45 Hz.

## Movimento
Oltre al transito dei treni che vanno verso Avezzano-Sulmona-Pescara, la stazione dal lunedì al sabato è capolinea di varie corse di treni.